# Paraguay a 2014. évi téli olimpiai játékokon
Paraguay az oroszországi Szocsiban megrendezett 2014. évi téli olimpiai játékok egyik részt vevő nemzete volt. Az országot az olimpián 1 sportágban 1 sportoló képviselte, aki érmet nem szerzett. Paraguay először vett részt a téli olimpiai játékokon.

## Síakrobatika
Akrobatika
| Versenyző    | Versenyszám    | Selejtező | Selejtező | Selejtező | Döntő    | Döntő    | Helyezés |
| Versenyző    | Versenyszám    | 1. futam  | 2. futam  | Hely.     | 1. futam | 2. futam | Helyezés |
| ------------ | -------------- | --------- | --------- | --------- | -------- | -------- | -------- |
| Julia Marino | Női slopestyle | 36,40     | 25,60     | 17.       | kiesett  | kiesett  | kiesett  |